# Before the Flood (filmzene)
A Before the Flood a Mogwai, Trent Reznor, Atticus Ross és Gustavo Santaolalla filmzenei albuma, amely az Özönvíz előtt filmhez készült.
Az első elérhető dal a A Minute to Breathe, amely 2016. október 7-től volt letölthető. A lemezt 21-én tették elérhetővé az Apple Musicon keresztül, majd 28-án a szélesebb közönség számára is letölthetővé tették. 2016. december 16-án jelent meg CD-, majd később hanglemez formájában is. Az album kiadója a Lakeshore Records.

## Közreműködők
Az album több, már bizonyított művész alkotása. Ezek Trent Reznor amerikai- és Atticus Ross angol zenészek, a How to Destroy Angels együttes alapító tagjai, a Nine Inch Nails több dalában aktívan közreműködő személyek, valamint a 2011-es Social Network – A közösségi háló filmhez készített zenéjük elnyerte a legjobb eredeti filmzenének járó Oscar-díjat; Gustavo Santaolalla argentin zenész és producer, aki két alkotáshoz készült filmzenéjével (Brokeback Mountain – Túl a barátságon, 2005 és Babel, 2006) is Oscart nyert; valamint a Mogwai, akik a Zidane: A 21st Century Portrait, a Visszajárók és az Atomic, Living in Dread and Promise művekkel dolgoztak.

## Számlista
| 1.    | Before the Flood (Gustavo Santaolalla közreműködésével)             | Trent Reznor, Atticus Ross | 7:53  |
| 2.    | A Minute to Breathe                                                 | Trent Reznor, Atticus Ross | 6:07  |
| 3.    | Between Two Poles (Trent Reznor és Atticus Ross közreműködésével)   | Gustavo Santaolalla        | 8:06  |
| 4.    | Dust Bowl                                                           | Mogwai                     | 2:50  |
| 5.    | Thin Ice                                                            | Gustavo Santaolalla        | 1:05  |
| 6.    | And When the Sky Was Opened                                         | Trent Reznor, Atticus Ross | 6:35  |
| 7.    | Ghost Nets                                                          | Mogwai                     | 5:13  |
| 8.    | Trembling (Trent Reznor és Atticus Ross közreműködésével)           | Gustavo Santaolalla        | 5:01  |
| 9.    | One More Step                                                       | Gustavo Santaolalla        | 3:32  |
| 10.   | Huaynaputina                                                        | Mogwai                     | 6:39  |
| 11.   | At Dusk (Gustavo Santaolalla közreműködésével)                      | Trent Reznor, Atticus Ross | 5:41  |
| 12.   | Thin Ice Reimagined (Trent Reznor és Atticus Ross közreműködésével) | Gustavo Santaolalla        | 6:09  |
| 13.   | Disappearing Act                                                    | Trent Reznor, Atticus Ross | 3:52  |
| 14.   | The Melting Pot                                                     | Gustavo Santaolalla        | 2:05  |
| 15.   | 8 Billion                                                           | Trent Reznor, Atticus Ross | 8:41  |
| 16.   | One Perfect Moment                                                  | Trent Reznor, Atticus Ross | 10:08 |
| 17.   | A Minute Later                                                      | Trent Reznor, Atticus Ross | 1:46  |
| 18.   | After the Flood                                                     | Mogwai                     | 5:09  |
| 90:46 |                                                                     |                            |       |

## Fordítás
Ez a szócikk részben vagy egészben  a   Before the Flood (soundtrack) című angol Wikipédia-szócikk ezen változatának fordításán alapul.  Az eredeti cikk szerkesztőit annak laptörténete sorolja fel. Ez a jelzés csupán a megfogalmazás eredetét és a szerzői jogokat jelzi, nem szolgál a cikkben szereplő információk forrásmegjelöléseként.